# Yuma Yuma
Yuma Yuma   (República Socialista Soviètica de Turkmenistan, 20 de maig de 1972), coneguda simplement com a Yuma, és una psicoterapeuta i activista pels drets LGBT turcmana. Des de l'agost de 2021, viu a Barcelona juntament amb la seva xicota i els seus fills a Barcelona per refugiar-se arran de l'esclat d'odi homofòbic en contra seva a Rússia.
Forma part de la llista de la BBC de les 100 dones inspiradores de l'any 2021.